# Liste des préfets de la Meuse
Cette liste recense les préfets et sous-préfets d'arrondissement du  département de la Meuse depuis 1800.

## Préfets de la Meuse
| Nom                                          | Date d'investiture                 |  |
| -------------------------------------------- | ---------------------------------- |  |
| Pierre Saulnier                              | 11 ventôse an VIII (1er mars 1800) |  |
| Jean-Louis Leclerc                           | 29 germinal an XII (18 avril 1804) |  |
| Louis de Beaupoil, comte de Sainte-Aulaire   | 12 mars 1813                       |  |
| Chevalier Jean-Marie-Eusèbe Devaisnes        | 13 octobre 1814                    |  |
| Alexandre André de Flavigny                  | Non installé                       |  |
| Adrien-Louis Cochelet                        | 11 avril 1815                      |  |
| Louis-Urbain de Maussion                     | 14 juillet 1815                    |  |
| Vicomte Gabriel Marie de Riccé               | 6 août 1817                        |  |
| d'Arbillier                                  | Non installé                       |  |
| Camille Perier                               | 10 février 1819                    |  |
| Baron Pierre-César Romain                    | 26 juin 1822                       |  |
| Comte Joseph d'Arros                         | 3 mars 1828                        |  |
| Ferdinand de Waters                          | Non installé                       |  |
| Baron Jean Chevalier de Caunan               | 4 avril 1830                       |  |
| Comte Joseph d'Arros                         | 5 août 1830                        |  |
| Victor Leoutre                               | 28 février 1848                    |  |
| Charles Lemaire                              | 2 juin 1848                        |  |
| Sylvain Blot                                 | 20 novembre 1849                   |  |
| Albert Lengle                                | 7 mars 1851                        |  |
| Jean-Baptiste Chadenet                       | 21 juin 1854                       |  |
| Baron Abel-Jean-Baptiste-Désiré Rogniat      | 26 novembre 1856                   |  |
| Eugène Poriquet                              | 29 avril 1861                      |  |
| Joseph-Félix-Amédée Bélurgey de Grandville   | 13 janvier 1864                    |  |
| Aylic Langlé (Marie-Ange-Ferdinand Langlois) | 23 octobre 1869                    |  |
| Hyacinthe de Metz                            | 31 janvier 1870                    |  |
| Alexandre Vimont                             | 6 février 1871                     |  |
| Marquis Anne-Beuve d'Auray de Saint Pois     | 26 mai 1873                        |  |
| Baron Maurice de Ravinel                     | 10 avril 1875                      |  |
| Baron Guibert d'Huart                        | 9 décembre 1875                    |  |
| Louis-René-Antoine Grangier de La Marinière  | 13 avril 1876                      |  |
| Baron Maximilien de Reinach-Werth            | 24 mai 1876                        |  |
| Hypolyte Rousseau                            | 17 juin 1876                       |  |
| Marie-Pierre Letendre de Tourvile            | 19 mai 1877                        |  |
| Louis Robert de Massy                        | 18 décembre 1877                   |  |
| Victor Proudhon                              | 28 février 1882                    |  |
| Antoine Baudran                              | 5 octobre 1884                     |  |
| Henri Monier                                 | 12 février 1886                    |  |
| Henry Soinoury                               | 2 février 1887                     |  |
| Fernand Bret                                 | 16 mai 1891                        |  |
| Abel Combarieu                               | 13 octobre 1896                    |  |
| Henri Buisson                                | 9 mars 1899                        |  |
| Gabriel Habert                               | 5 septembre 1904                   |  |
| Paul Magny                                   | 2 mai 1906                         |  |
| Charles Aubert                               | 3 novembre 1906                    |  |
| Maurice Piette                               | 29 janvier 1918                    |  |
| Émile Ogier                                  | 1er août 1919                      |  |
| Pierre Emery                                 | 22 janvier 1920                    |  |
| Georges Begue                                | 29 juillet 1922                    |  |
| Charles Magny                                | 2 août 1924                        |  |
| Raoul Catusse                                | 28 mai 1929                        |  |
| François Natalelli                           | 24 octobre 1934                    |  |
| André Campion                                | 16 juillet 1939                    |  |
| Louis Boucoiran                              | 17 septembre 1940                  |  |
| Jacques Simon                                | 14 novembre 1941                   |  |
| Louis Dupiech                                | 23 mai 1942                        |  |
| Marcel Daugy                                 | 20 juillet 1943                    |  |
| Jacques Guillemaut                           | 5 avril 1944                       |  |
| Robert Rousselle                             | 3 mai 1944                         |  |
| Francis Bauer                                | 31 août 1944                       |  |
| Henri Morel                                  | 29 décembre 1944                   |  |
| Eugène Touze                                 | 9 mai 1947                         |  |
| Pierre Malvy                                 | 2 août 1957                        |  |
| Jean Faussemagne                             | 31 juillet 1959                    |  |
| Laurent Chazal                               | 1er avril 1963                     |  |
| Jean Paolini                                 | 17 décembre 1965                   |  |
| Pierre Beziau                                | 3 octobre 1967                     |  |
| André Collot                                 | 1er septembre 1969                 |  |
| Pierre Rouviere                              | 1er juillet 1973                   |  |
| Michel Mosser                                | 20 mai 1977                        |  |
| Jean Senie                                   | 9 août 1978                        |  |
| Pierre Costa                                 | 16 juillet 1981                    |  |
| Maurice Siegel                               | 19 janvier 1982                    |  |
| Jean-Paul Frouin                             | 2 juillet 1986                     |  |
| Jean-François Étienne des Rosaies            | 25 janvier 1988                    |  |
| Joël Gadbin                                  | 22 mai 1989                        |  |
| Colette Horel                                | 19 août 1991                       |  |
| Philippe Gregoire                            | 27 avril 1995                      |  |
| Michel Cadot                                 | 13 mai 1998                        |  |
| Bernard Fitoussi                             | 21 juin 2000                       |  |
| Richard Samuel                               | 10 juillet 2003                    |  |
| Michel Lafon                                 | 18 juillet 2005                    |  |
| Evence Richard                               | 5 juillet 2007                     |  |
| Éric Le Douaron                              | 11 juin 2009                       |  |
| Colette Desprez                              | 3 août 2010                        |  |
| Isabelle Dilhac                              | 14 septembre 2012                  |  |
| Jean-Michel Mougard                          | 12 novembre 2014                   |  |
| Muriel Nguyen                                | 19 septembre 2016                  |  |
| Alexandre Rochatte                           | 21 janvier 2019                    |  |
| Pascale Trimbach                             | 29 juillet 2020                    |  |
| Xavier Delarue                               | 15 février 2023                    |  |

## Sous-préfets de la Meuse

### Sous-préfets de Commercy
- Hussenot Floréal An VIII
- Pierre Vincent Belloc 2 août 1815
- Hussenot 5 octobre 1815
- Charles Lepère 30 avril 1816
- Marc Jérôme Dupré 19 novembre 1817
- Hussenot 24 février 1819
- Clément Frayssinous 8 janvier 1823
- Jean Baptiste Ernest Buchères (Chevalier Alexandre de l'Epinois) 27 septembre 1829
- Paulin Gillon 3 août 1830
- Eusèbe Prieur de La Comble 10 août 1830
- Ennemond Théodore Adolphe Fourmier 30 juillet 1832
- Chambeau 30 août 1854
- Paul Émile Lengle 7 octobre 1861
- Jules Boudet 25 octobre 1865
- Legay 30 octobre 1867
- Henry François Alfred Aymé de La Herlière 31 janvier 1870
- De La Soudiere 30 mai 1871
- Léon Philippe Gueston 1er juillet 1873
- Jean Georges Malpel 31 janvier 1874
- Henri Auguste Loze 21 février 1877 (Révoqué le 29 mai 1877)
- Armand du Bois de Tilleul 24 mai 1877
- Henri Auguste Loze 30 décembre 1877
- Edmond Henri Hugues 12 janvier 1880
- Jean Baptiste Edouard Hannezo 30 mars 1881
- Jean Émile Vallat 20 mars 1907
- Raoul Georges Louis Catusse 11 juillet 1909
- Jean Émile Vallat 1911
- Raoul Catusse 5 août 1917 (Temporaire) 27 avril 1918 (Définitif)
- Edmond Toucas-Massillon 15 janvier 1920
- Paul Joffres 3 novembre 1925
- Henri Maillard 5 octobre 1928
- Henri Delpoux 20 juin 1930
- Jean Polttevin 28 août 1935 (Non installé)
- Henri Digard 28 août 1935 (Non installé)
- Jacques Briens 28 août 1935
- Jean Fauconnier 8 mars 1937
- Michel Bazoche 15 mai 1940 (Temporaire) 30 octobre 1940 (Intérimaire)
- Roussillon 30 octobre 1940 (Prisonnier de guerre)
- Michel Bazoche 16 mars 1941 (Définitif)
- Second 13 juin 1942 (Prisonnier de guerre)
- André Dupuy 14 septembre 1942
- André Perreau 20 septembre 1944 (Délégué) 1946 (Définitif)
- René Letellier 11 février 1952
- Jean Crassin 20 décembre 1952
- Michel Maurier 16 novembre 1956
- Georges Bachaud 30 janvier 1959
- Louis Donius 10 mars 1968
- René Lion 17 janvier 1972
- Aimé Ramadier 16 janvier 1979
- Jean-Claude Terrier 8 décembre 1980
- Henri Planes 10 mai 1982
- Pierre Hannecart 23 juillet 1984
- Bernard Bouloc 21 septembre 1986
- Roger Renard 17 septembre 1990
- Jean-Jacques Mouline 15 octobre 1992
- Philippe Alloncle 14 septembre 1993
- Jean-Luc Quinio 16 octobre 1995
- Serge Billet 2 mai 1997
- Robert Le Goff 1er mars 1999
- Roger Campariol 24 septembre 2001
- Éric Étienne 15 septembre 2003
- Chantal Philip 15 janvier 2006
- François Proisy 15 septembre 2007 (intérim)
- Didier Marti : 14 juillet 2008
- Sandrine Anstett-Rogron : 5 septembre 2011
- Hélène Girardot : 31 juillet 2014
- Romain Reymond-Kellal : 19 février 2016

### Sous-préfets de Verdun
- Clément Pons 14 Germinal An VIII
- Lefevre 23 Vendémiaire An X
- Louis Joseph de Torcy 16 juillet 1814
- Armand Jahan de Belleville 5 mai 1816
- Louis Marie Harnand 17 mars 1819
- Conte Charles Philippe Agrain des Hubas 8 janvier 1823
- Louis François de Tessieres 12 novembre 1823
- Alexandre Simonot 3 août 1830
- Fabrice Labrousse 25 juillet 1848
- Auguste Pierre Georges Malher 9 août 1848
- Janvier 3 juillet 1849
- Segaud 23 novembre 1855
- Marie Louis Philippe Henri Roullet (Vicomte de La Bouillerie) 17 décembre 1856
- Maximilien Auguste Jacquinot 1er mars 1862
- De Beaupein-Beauvallon 18 janvier 1868
- Paul Marie Langlois 5 avril 1871
- Merlin 27 juillet 1872
- Laurent Marie Philippe de Laricaudie Saint Sevrin 30 mai 1873
- Louis Léon Loubens 24 mai 1876
- Louis Gilbert le Guay 21 février 1877
- Eugène Arsène Rambourgt 24 mai 1877
- Baudran 30 décembre 1877
- François de Clausonne 13 juin 1882
- Paul Théodore Viguie 22 mai 1885
- Joseph Hubert Bornier 5 octobre 1888
- Gabriel Fourcy 12 février 1890
- Eugène Poiffaut 7 janvier 1891
- Marcel Marie Gregoire 17 mars 1893
- Eugène François Bougoin 11 avril 1894
- Petit-Dossaris 5 mai 1894 (Non installé)
- Edmond Maurice Cahen 28 février 1896
- Habert 1er juillet 1898
- Causel 9 septembre 1902
- Rang des Adrets 30 juillet 1906
- Paul Peytral 18 juillet 1907
- Toulza 12 janvier 1914 (Non installé)
- Jean Charles Paul Grillon 31 janvier 1914
- Fernand Nicolas Joseph Roimarnier 1er juillet 1918
- Jean Sennes-Desjardins 1er juillet 1919
- André Cornu 15 mars 1923 (Non installé)
- André Carpion 16 mars 1923
- Henri Maillard 5 juillet 1930
- Jean Marquet 16 août 1938 (Non installé)
- Jean Giraud 17 août 1938
- Edmond Falque 1er juin 1941
- Stéphan Leuret 16 juillet 1943
- Christian Schulliat 26 mars 1944
- Francis Bauer 21 août 1944
- André Dupuy 31 août 1944
- Jean Faussemagne 25 mai 1947
- René Érignac 1er mai 1951
- Lucien Feydel 16 février 1954
- Michel Henri François Maurier 1er juillet 1959
- Georges Krieger 1er juillet 1960
- Claude Bon 1er décembre 1969
- Jacques Fenot 30 octobre 1972
- Bernard Jouineau 23 mars 1981
- Paul Bauer 12 janvier 1982
- Charles Ayrolles 8 juillet 1985
- Hugues de Charette de La Contrie 3 mars 1989
- Henri Duhaldeborde 7 septembre 1992
- Pascal Grosso 20 avril 1995
- Jean-Pierre Deneuve 27 septembre 1999
- Sophie Coutor 30 septembre 2002
- Loïc Armand 28 janvier 2005
- François Proisy 27 août 2007
- François Beyries 6 novembre 2009
- Daniel Mérignargues 9 janvier 2013
- Xavier Luquet 3 avril 2015

### Sous-préfets de Montmédy
Jusqu'au 26 septembre 1926, la Meuse comptait un quatrième arrondissement autour de la ville de Montmédy. Cet arrondissement a subsisté sans interruption depuis l'Empire avant d'être supprimé par décret du 16 septembre 1926.
| Nom                                     | Date de nomination                | Date d'installation                                                                |
| --------------------------------------- | --------------------------------- | ---------------------------------------------------------------------------------- |
| GERARD Jean Louis                       | 14 germinal an VIII               | 19 floréal an VIII                                                                 |
| HUMBERT Nicolas                         | 17 juillet 1808                   | 22 août 1808                                                                       |
| THIRIET Joseph Sébastien Etienne        | 30 avril 1816                     | 7 juin 1816                                                                        |
| HUMBERT                                 | 9 avril 1817                      |                                                                                    |
| RAULIN Hector Jacques                   | 15 décembre 1830                  | 24 décembre 1830                                                                   |
| BUVIGNIER Charles                       | 9 août 1848                       | le 16 août 1848                                                                    |
| POISSON Charles                         | 17 mars 1849                      | 29 mars 1849                                                                       |
| MARTIN                                  | 7 décembre 1849                   | 17 décembre 1849                                                                   |
| DE BOUTHILLIER Joseph Louis Léon        | 12 juillet 1850                   | 7 août 1850                                                                        |
| LOCRE DE SAINT JULIEN                   | 10 décembre 1851 ou 1852          | 15 décembre 1851 ou 1852                                                           |
| CLAUDON                                 | 16 mars 1854                      | 13 mai 1854                                                                        |
| JORET-DESCLOSIERES Louis Aymar          | 28 octobre 1857                   | 1er novembre 1857                                                                  |
| BUTLER, vicomte de                      | 26 mars 1859                      | 5 avril 1859                                                                       |
| DELACROIX                               | 30 janvier 1861                   | 23 avril 1861                                                                      |
| ROUCHER D’AUBANEL                       | 1869                              |                                                                                    |
| BOUSQUIER                               | Administrateur provisoire en 1871 |                                                                                    |
| BOURGUIGON DERBIGNY Valéry Louis        | 1871                              |                                                                                    |
| PURNOT Auguste Léon                     | 24 mai 1876                       |                                                                                    |
| LASMATRES                               | 24 mai 1877                       |                                                                                    |
| MALLARD Hippolyte Claude                | 3 juillet 1877                    |                                                                                    |
| EMION Jean Paul                         | 31 décembre 1877                  |                                                                                    |
| GRANET Paul Maximilien Joseph           | 1879                              |                                                                                    |
| BLUZET Denis Alexandre                  | 17 novembre 1880                  |                                                                                    |
| PROTAT Jean François                    | 29 novembre 1883                  |                                                                                    |
| SALVETAT Paul                           | 5 octobre 1884                    |                                                                                    |
| FIRBACH Georges                         | 20 juin 1888                      |                                                                                    |
| LEFÉBURE Albert Jean                    | 14 décembre 1895                  |                                                                                    |
| SAINT-MARTIN Louis Émile Gérard de      | 22 mars 1900                      |                                                                                    |
| CATUSSE Raoul Georges Louis (1881-1975) | 11 juillet 1909                   | 21 juillet 1909. Mobilisé le 26 septembre 1915                                     |
| QUELLIEN Georges Guillaume              | 5 août 1917                       | Pour la durée de la guerre. Mis en disponibilité sur sa demande le 7 novembre 1918 |
| COUTENCEAU Fernand Éloi Louis           | 7 novembre 1918                   | Maintenu sous les drapeaux                                                         |
| ADRIAN Charles Louis                    | 7 novembre 1918, par intérim      | Non installé                                                                       |
| POMPÉI Louis                            | 3 mars 1919                       | Mis en disponibilité sur sa demande, remplacé le 9 mars 1919                       |
| CAMPION André Michel Henri              | 9 mars 1919                       |                                                                                    |
| MAILLARD Henri Charles                  | 7 décembre 1922                   |                                                                                    |

Sous-préfecture supprimée en 1926.